# Compartimento marittimo
Il compartimento marittimo è una suddivisione amministrativa dello spazio marittimo del litorale italiano.

## Disciplina normativa
Rappresenta l'ambito di competenza della capitaneria di porto, ufficio periferico dell'amministrazione del Ministero delle infrastrutture e dei trasporti, e ha normalmente sede in un porto. Secondo quanto previsto dal R.D. n. 327 del 30 marzo 1942 (codice della navigazione) e dal DPR n. 328 del 15 febbraio 1952 (Regolamento di attuazione del codice della navigazione) è gerarchicamente assoggettato alla zona marittima (Direzione marittima), mentre esercita la propria competenza sui circondari marittimi (ufficio circondariale marittimo),  sugli uffici locali marittimi e sulle delegazioni di spiaggia.

## Struttura
Un compartimento marittimo è organizzato, a seconda della composizione del personale, in servizi, sezioni, uffici-nuclei e/o unità organizzative, in particolare:
- Comando: l'organo principale nella disposizione e gestione di tutte le attività del compartimento, si appoggia per le pratiche di competenza ad apposita Segreteria Comando.
- Sezione affari generali e rapporti con il pubblico: si compone di segreteria per i servizi militari e gestione del personale, rappresentanza militare e relazioni con il pubblico.
- Servizio amministrativo-logistico: si occupa del settore amministrativo, della gestione economica, delle risorse, beni e supporto logistico.
- Servizio tecnica, sicurezza e difesa portuale: è organizzata in una Sezione Tecnica, Sic. Nav. e ufficio A/S - Armamenti e Spedizioni,  si occupa capillarmente dell'intera infrastruttura portuale. Coordina l'attività di sicurezza della navigazione, cura l'ingresso e le uscite di navi e altre unità navali in porto, gestisce pratiche in ambito collocamento gente di mare e delle attività dei privati, connesse all'infrastruttura.
- Servizio operativo: è il braccio operante del Reparto, organizzato in una Sala Operativa, che cura, gestisce e coordina tutte le operazioni a mare e a terra del personale, nell'esecuzione dei servizi d'istituto, rappresenta il supporto operativo; segue la Sezione di Polizia Marittima, basata su un Nucleo Operativo, a cui è affidata la piena attività in ambito di polizia giudiziaria; infine la Sezione Mezzi e Unità Navali: nella quale viene inquadrato tutto il personale imbarcato sui diversi mezzi navali, quali motovedette S.A.R e altre unità minori. Sono il fuclro operativo a mare, e gestiscono materialmente, l'attività di soccorso/ricerca in mare.
- Servizio attività e personale marittimo: con l'ampliamento delle funzioni e dei compiti istituzionali del Corpo, è nato il bisogno di creare varie sezioni ed uffici, capaci di assicurare il disbrigo pratiche e la gestione delle risorse, in ambito marittimo. Abbiamo quindi le seguenti unità: Sezione Demanio/Ambiente, Sezione Pesca, Sezione Gente di Mare, Sezione Diporto e Sezione Contenzioso.

È inoltre istituito all'interno delle Sezioni di P.G. presso le Procure della Repubblica, un'aliquota di personale appositamente formato della Capitaneria di Porto.
Il compartimento marittimo è retto da un ufficiale superiore di porto facente parte del corpo delle capitanerie di porto. Nell'ambito del compartimento in cui ha sede l'edificio della Direzione Marittima il direttore Marittimo è anche Capo del Compartimento. Il capo del compartimento marittimo ha carica e titolo di comandante del porto in cui ha sede.

## Articolazione territoriale
Il litorale del territorio italiano è ripartito in 15 Direzioni Marittime (zone) e 54 capitanerie di porto (compartimenti). Di seguito è riportato l'elenco dei comandi (determinato con d.P.R. n. 135 del 18 aprile 2000 e successive modifiche e integrazioni) e delle relative sigle degli uffici di iscrizione (stabilite per ciascuna circoscrizione marittima dal DM 18 luglio 1959 e successive modificazioni ed integrazioni) riportate con il numero e la lettera di registrazione (D o ND) nelle sigle di individuazione dei natanti:
- Genova
  - Genova (GE)
  - Imperia (IM)
  - La Spezia (SP)
  - Savona (SV)
- Livorno
  - Livorno (LI)
  - Marina di Carrara (MS)
  - Portoferraio (PF)
  - Viareggio (VG)
- Civitavecchia
  - Roma Fiumicino (ROMA)
  - Civitavecchia (CV)
  - Gaeta (GA)
- Olbia Zona istituita con DPR 161 dell'11 settembre 2008
  - Olbia (OL)
  - La Maddalena (LM)
  - Porto Torres (PT)
- Cagliari
  - Cagliari (CA)
  - Oristano (OS)

- Napoli
  - Napoli (NA)
  - Castellammare di Stabia (CS)
  - Salerno (SA)
  - Torre del Greco (TG)
- Palermo
  - Palermo (PA)
  - Gela (2PE)
  - Mazara del Vallo (MV)
  - Porto Empedocle (PE)
  - Trapani (TP)
- Catania
  - Catania (CT)
  - Augusta (AU)
  - Messina (ME)
  - Milazzo (MZ)
  - Pozzallo (PO)
  - Siracusa (SR)
- Reggio Calabria
  - Reggio Calabria (RC)
  - Corigliano Calabro (CC) istituito nel 2008
  - Crotone (CR)
  - Gioia Tauro (GT)
  - Vibo Valentia (VM)

- Bari
  - Bari (BA)
  - Brindisi (BR)
  - Gallipoli (GL)
  - Manfredonia (MF)
  - Barletta (BT)
  - Molfetta (ML)
  - Taranto (TA)
- Pescara
  - Pescara (PC)
  - Ortona (OR)
  - Termoli (TM)
- Ancona
  - Ancona (AN)
  - Pesaro (PS)
  - San Benedetto del Tronto (SB)
- Ravenna
  - Ravenna (RA)
  - Rimini (RM)
- Venezia
  - Venezia (VE)
  - Chioggia (CI)
- Trieste
  - Trieste (TS)
  - Monfalcone (MN)